# Костецький Ігор
І́гор Косте́цький (нім. Ihor G. Kostetzky), також Юрій Корибут, (нім. Yuri Korybut) (14 травня 1913, Київ — 14 червня 1983, Швайкгайм, Німеччина) — український письменник, перекладач, критик, літературознавець, режисер, видавець. Справжнє ім'я — Мерзляков Ігор В'ячеславович, псевдонім «Костецький» взято з дошлюбного прізвища матері письменника.
Костецький належав до засновників і чільних теоретиків Мистецького українського руху в еміграції та до числа найяскравіших українських письменників-модерністів свого покоління. Його літературну спадщину складають оповідання, повісті, романи, п'єси, вірші, подорожня проза, кіносценарії, есеї, українські переклади творів світової літератури.

## Життєпис
Ігор В'ячеславович Мерзляков народився 1913 року в Києві. Батько В'ячеслав Іванович Мерзляков (1885—1974) був оперним співаком, педагогом вокалу, членом Музичного товариства імені Миколи Леонтовича. Мати — Костецька Наталія Валеріанівна, за словами молодшого сина Андрія Мерзлякова, належала до сім'ї корінних киян. Бабуся
...була старшою дочкою у сім'ї корінних киян. Молодшим був син Степан, засновник сучасного київського роду Лаврентьєвих… Став Степан інженером-технологом, навіть побував „на удосконаленні“ в Америці, на Всесвітній виставці 1904 року в Чикаґо. Після повернення звів власний будинок по вул. Саксаганського, 101, де згодом замешкала Леся Українка. Тут він влаштував один із перших дитячих садочків….
Майбутній літературний псевдонім письменника — Костецький — був прізвищем його матері.

### Дитячі роки
У 1919—1924 рр. жив у Вінниці, у садибі діда, яка згодом стала символом його видавництва «На горі». Ту будівлю з мезоніном над Бугом спорудив його дід по матері — чиновник Міністерства освіти Валер'ян Степанович Костецький.
Перші відомості з географії, зоології та мистецтва майбутній письменник, як згадував його брат Андрій Мерзляков, одержав од бабусі — «у приступній, відповідно до нашого віку, формі», а з історії — від тітки, яка трактувала історичні події за Грушевським. Улюблена гра — «в козаків», згодом — «у церкву», коли все удома діти робили точнісінько так, як у автокефальній Казанській церкві, де Ігор прислужував кліриком, і, нарешті, прийшло захоплення театром — уже назавжди. А ще — літературою: написав уже в підлітковому віці з десяток оповідань і навіть повістей, «видавав» рукописний журнал «Художественная эклектика», кілька ілюстрацій до якого зробили син і донька Георгія Нарбута.

### Освіта
У 1928 Костецький закінчив українську трудову школу в Києві, пізніше — водний технікум. Він одержав практичну театральну освіту режисера. З 1933 р. навчався в Ленінграді у творчій студії при Великому драматичному театрі, з 1935-го — у Москві у Російському інституті театрального мистецтва (ҐІТІС).

### 1930—1940-ві роки
У 1930-х, здобуваючи театральну освіту, жив у Ленінграді, Москві, два роки на Уралі в Пермі, де керував роботою драмколективу. Там же листувався з Олександром Довженком про кіносценарій «Слова о полку Ігоревім». Планував переїхати працювати до київської кіностудії, але плани обірвала війна.
На початку 1940-х повернувся до окупованої німцями Вінниці та жив там до 1942 р. Восени 1942 р. його вивезли на примусові роботи (у шахті) до Німеччини.
У 1945—1949-х роках жив у таборах Ді-Пі.
Був в ініціативній групі і першому правлінні МУРу. Виголошував програмні доповіді на багатьох з'їздах та конференціях організації: «Український реалізм XX сторіччя» — співдоповідь на Першому з'їзді (грудень 1945 року), «Суб'єктивізм у літературній критиці» — доповідь на конференції в Байройті (жовтень 1946 року), «Декілька прикрих питань» — доповідь на Третьому з'їзді (квітень 1948 року). Під маркою МУРу у жовтні 1946 р. видав альманах «Хорс» і Календар-альманах на 1947 р. Чимало статей, рецензій, «відкритих листів» Костецького з'явилося в періодиці МУРу і в табірних газетах з підписом «Юрій Корибут».
У ці ж роки дебютував як прозаїк, опублікувавши дві невеликі книжки оповідань «Оповідання про переможців» (1946) і «Там, де початок чуда» (1948).

### 1950-ті роки— до кінця життя
Після розпаду МУРу (1948) його статті періодично друкувалися в журналі «Україна і Світ» у Ганновері, в «Українській літературній газеті» у Мюнхені, а після її перетворення у журнал «Сучасність» — у журналі.
Брав участь у діяльності міжнародних організацій — як член Міжнародного ПЕН-клубу, товариства Теяра де Шардена, Німецького Шекспірівського товариства. Був редактором ілюстрованого часопису «Україна і Світ» та книжкової серії «Для аматорів», літературним редактором першого повного перекладу Біблії, випущеного у світ отцями Василіянами 1963 р. в Римі.
У кінці 50-х років заснував видавництво «На горі», що спеціалізувалося на виданні перекладної літератури українською мовою та української поезії.
Костецький був особисто знайомий і листувався з провідними представниками західного модернізму, такими як Езра Паунд, Томас Еліот та Арнольд Шенберг. Для видавничих проектів зав'язував знайомство не лише з письменниками, яких збирався видати, а й державними діячами тих країн. Збереглися листи Костецького до Девіда Карвера, тодішнього генерального секретаря Міжнародного ПЕН-клубу, австрійського художника Оскара Кокошки, англійського актора Едварда Гордона Крега, польського письменника Яна Парандовського, президента Сенегалу Леопольда Седара Сенгора і президента Індії Сарвепаллі Радхакришнана, німецького художника і письменника Людвіга Майднера та багатьох інших відомих осіб.
Письменник помер 1983 року в м. Швайкгайм біля Штутгарта (Німеччина), похований там же.

## Особисте життя
Ігор Костецький був одружений із письменницею Елізабет Коттмаєр.

## Літературна діяльність
Почав творчу діяльність з написання оглядів театру російською мовою. Творчості Костецького був притаманний епатаж, експериментування з мовою та амбітне віднесення своїх творів до елітарної культури. Будучи членом Мистецького Українського Руху, він дуже активно намагався впровадити в українську літературу прийоми західних модерністів, часто не знаходячи розуміння серед своїх сучасників. Видавав часопис літератури та мистецтва «Хорс».
Як і багатьом авторам того часу, мистецькому світогляду Ігоря Костецького було властиве сприйняття навколишнього світу як фрагментованого і беззмістовного — що, звичайно, відбилося в його творчості. Для його творів характерний передусім інтерес до деталей і символів — при тому, що робилася пожертва цілісністю тексту. Костецький був автором абсурдних п'єс ще до того, як вони проявилися на Заході в творчості Ежена Йонеско та Семюеля Бекета. При цьому його п'єси ніколи не було поставлено. На відміну од театру абсурду п'єси Костецького є ідеалістичними, а не песимістичними.
Велику роль у пізньому періоді творчості Костецького відігравали переклади українською творів класиків західного модернізму (Томаса Еліота, Езри Паунда, Штефана Ґеорґе, Федеріко Ґарсія-Лорки та Поля Верлена), які він друкував у власному видавництві «На горі». Він також переклав сонети та «Ромео і Джульєтту» Вільяма Шекспіра. Разом зі своєю дружиною Елізабет Коттмаєр Костецький переклав роман Олеся Гончара «Собор» німецькою мовою.
Був членом ПЕН-клубу, Німецького товариства Шекспіра та Товариства Теяра де Шардена.

## Доробок

### Роман
- Мертвих більше нема (незавершений)[8]

### Повісті
- Повість про останній сірник (1940-ві)
- День святого[9] (1946; 1963)
- Мій третій Рим[10] (1964)

### Збірки оповідань
- Оповідання про переможців (1946) [Архівовано 15 березня 2016 у Wayback Machine.]
- Там де початок чуда (1948)

### Окремі оповідання
- Ми з Недж (1944)
- Ціна людської назви (1946)
- Божественна лжа (1946)
- Перед днем грядущим (1947)
- Шість ліхтарів і сьомий місяць (1947)
- Тобі належить цілий світ (1946; 1950)
- Ґуґа, Ґоґа, Ґіґо (1959)
- Історія ченця Гайнріха (1963)

### П'єси
- Спокуси несвятого Антона (1946)
- Близнята ще зустрінуться (1947)
- Дійство про велику людину[11] (1948)

### Літературознавство, театрознавство, есеї
- Що таке романтизм? // Український вісник, 1944. Ч. 4 (128)  [Архівовано 30 серпня 2021 у Wayback Machine.]
- Український реалізм ХХ сторіччя // МУР, Реґенбурґ, 1947 (збірник III) . — С. 33—37.
- Юрій Корибут. Свій білий світ. // Арка, Мюнхен, 1948. № 3—4. — С. 46—48.
- Советская театральная политика и система Станиславского. Мюнхен: Ин-т по изучению СССР, 1956. — 110 с.
- Як читати Олега Зуєвського? // Олег Зуєвський. Під знаком фенікса [Архівовано 9 березня 2022 у Wayback Machine.]. «На горі», 1958. — С. 5—30.
- Тло поетичної місії Езри Паунда // Вибраний Езра Павнд. «На горі», Мюнхен, 1960. — С. 7—15.
- «Душа сторіччя»: До 400-ї річниці з дня народження Шекспіра // Сучасність, 1964, № 7. — С. 34—63.
- Мій Юрій Клен. // Сучасність, 1966, № 3. — С. 55—73.
- Про Пабльо Неруду та те, що навколо // Сучасність, 1966, № 11. — С. 50—72.
- Стефан Ґеорґе: Особистість, доба, спадщина[12] (1971).
- Зиновій Бережан (1974).

### Інше
- Про єдність різноманітного і суперечливого (невиголошена промова на з'їзді українських письменників еміґрації) // «Слово». Збірник українських письменників. ч. 1 [Архівовано 15 травня 2021 у Wayback Machine.] — Нью-Йорк, 1962. — С. 318—325.
- Відкритий лист до редакції «Сучасности» // Кур'єр Кривбасу. — 2001. — № 142. — С. 87—106.
- Етюди про католичний світогляд // Україна і світ. — Ганновер, 1955.

### Переклади
- Презнаменита й прежалісна трагедія Ромео та Джульєтти (1957)
- Шекспірові сонети (1958)  [Архівовано 25 серпня 2021 у Wayback Machine.]
- Вибраний Езра Павнд (1960)  [Архівовано 13 квітня 2021 у Wayback Machine.]
- Вибраний Казимир Едшмід (1960)
- Спустошена земля (1963)
- Вибраний Стефан Ґеорґе (1971; 1973)

## Видання творів
- І. Костецький Збірник до 50-річчя [Архівовано 5 серпня 2016 у Wayback Machine.]. — Мюнхен: На горі, 1963—1964.
- І. Костецький Театр перед твоїм порогом [Архівовано 25 серпня 2021 у Wayback Machine.]. — Мюнхен: На горі, 1963.
- І. Костецький Тобі належить цілий світ. Вибрані твори, упорядник: Марко Роберт Стех. — К.: Критика, 2005.

## Вшанування пам'яті
25.12.2015 р. Вінницька міська рада своїм рішенням № 71 перейменувала вулицю, 1-й та 2-й провулки 12 грудня на вулицю, 1-й та 2-й провулки Ігоря Костецького